# Chrysanthemum coreanum
Chrysanthemum coreanum là một loài thực vật có hoa trong họ Cúc. Loài này được (H.Lév. & Vaniot) Nakai mô tả khoa học đầu tiên năm 1922.